# Aaron Bastani
Aaron Bastani   (Bournemouth, febrer 1984) és un periodista i analista polític anglès. Va ser cofundador de l'organització de mitjans d'esquerres Novara Media el 2011 i col·labora amb el programa de notícies Novara Live a YouTube. Bastani va popularitzar el terme «comunisme de luxe totalment automatitzat», que descriu una societat postcapitalista en la qual l'automatització redueix en gran manera la quantitat de treball necessari. Va ser autor del llibre Fully Automated Luxury Communism sobre aquest tema el 2019.

## Trajectòria
Aaron Bastani va néixer com a Aaron Peters a Bournemouth, fill d'una mare soltera que va morir el 2015. Va treballar a la indústria de serveis i a l'atenció social, i va votar pel Partit Conservador. El seu pare iranià, Mammad Bastani, es va convertir en refugiat britànic arran de la revolució islàmica. Va adoptar el cognom del seu pare, Bastani, el 2014.

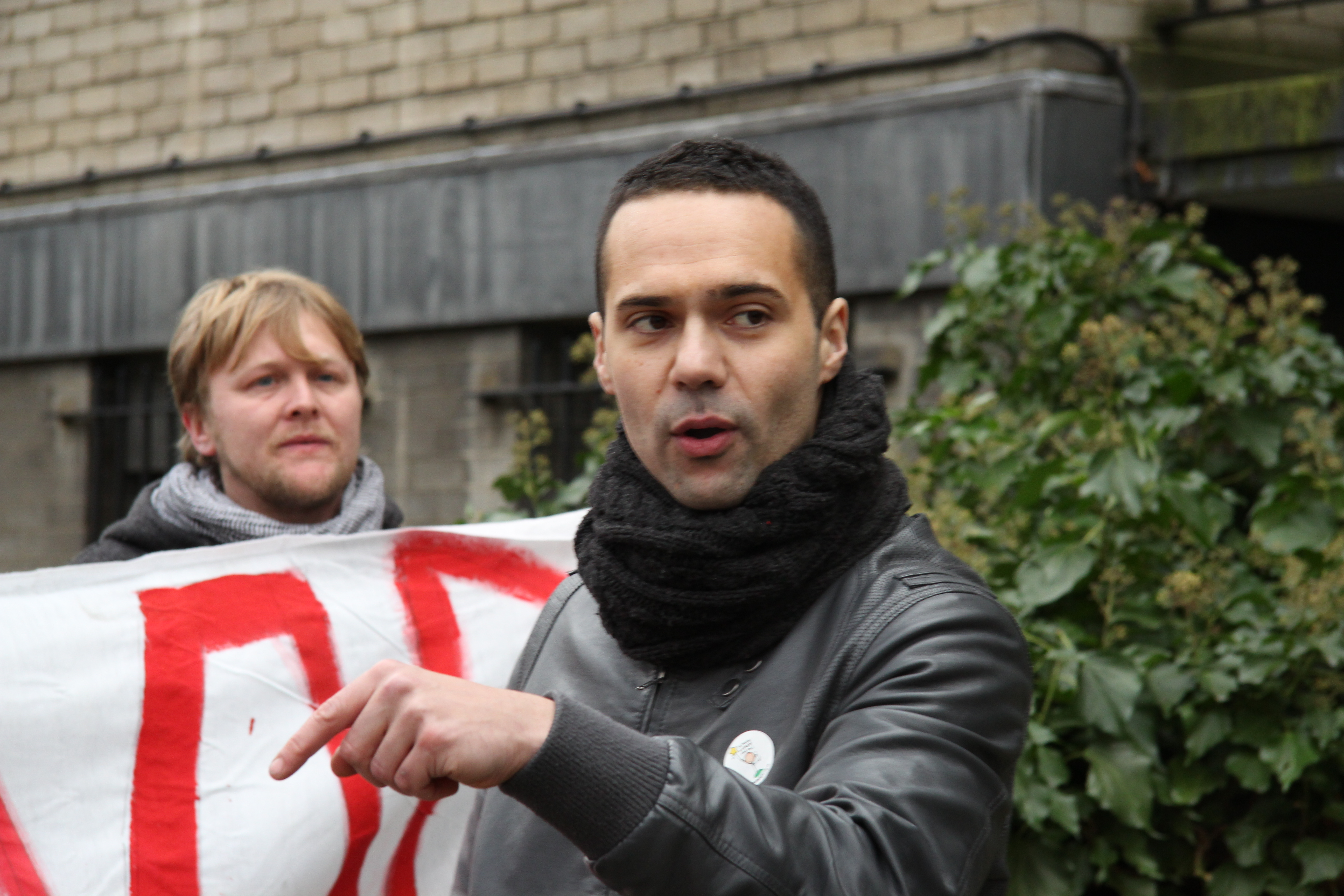
Bastani parlant en una protesta estudiantil el 2010

Bastani va completar un grau i un màster al University College de Londres, i es va doctorar a la Royal Holloway de Universitat de Londres amb una tesi titulada «Strike! Occupy! Retweet!: The Relationship Between Collective and Connective Action in Austerity Britain». Els caps de setmana venia tomàquets mentre treballava en el projecte de Novara Media. Va participar en les protestes d'estudiantils del Regne Unit del 2010 contra l'augment de les taxes de matrícula com a activista i organitzador. Durant les assistències a la protesta fent recerca per al seu doctorat, Bastani va ser arrestat dues vegades. Després d'utilitzar una paperera per a obrir la porta d'un banc HSBC en una protesta del 2011, va ser condemnat per un delicte de desordres públics i va fer un any de servei comunitari a Mind com a escombraire. Va finalitzar el doctorat l'any 2015 després d'haver redactat la tesi doctoral en sis mesos.

### Novara Media
El 2011 Bastani va cofundar Novara Media, un mitjà de notícies d'esquerres, amb James Butler. Novara és el nom de la ciutat que apareix a la pel·lícula italiana La classe obrera va al paradís, i Novara Media va ser inicialment un programa de ràdio d'una hora de durada a Resonance FM que va experimentar un augment de popularitat sota el lideratge del Partit Laborista de Jeremy Corbyn, a qui va ser favorable. Novara Media va entrevistar Corbyn i altres figures afins. No obstant això, va ser crític amb el partit sota el lideratge de Keir Starmer. Bastani ha realitzat sèries de vídeos i pòdcasts per a Novara Media, com ara IMO Bastani i The Bastani Factor. Pel seu treball a Novara Media, New Statesman va nomenar Bastani com la 50a figura de l'esquerra britànica més influent del 2023.

### Comunisme de luxe totalment automatitzat
A Bastani se li atribueix la popularització del terme «comunisme de luxe totalment automatitzat» (FALC, per les seves sigles en anglès). Bastani el va utilitzar per primera vegada en un vídeo d'IMO Bastani del 2014 per a Novara Media, on va defensar la propietat pública de l'automatització com una manera de millorar la caiguda de les condicions de vida i els salaris. Més endavant, va afirmar que el concepte s'inspira en El capital de Karl Marx i els seus Grundrisse, on imagina una societat amb un control descentralitzat de les tecnologies que redueixen la quantitat de treball humà requerit. La renda bàsica universal (RBU) pot ser un pas a intermedi cap a aquest objectiu. El concepte s'ha comparat amb un assaig de 1930 de John Maynard Keynes, Economic Possibilities for Our Grandchildren, que va predir que la millora de la tecnologia menaria a una setmana laboral de 15 hores en un segle.

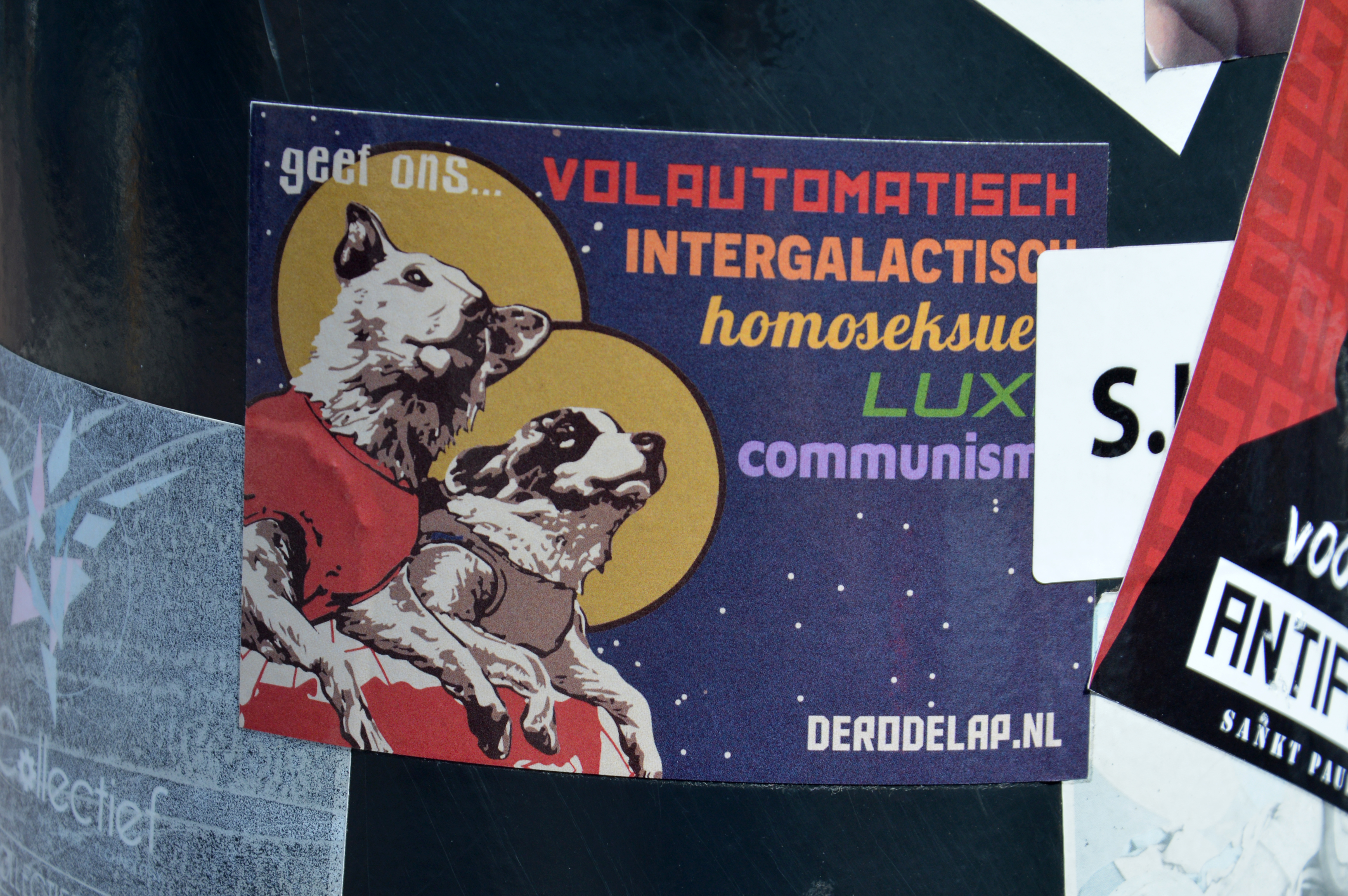
Adhesiu als Països Baixos amb una variant del terme traduïda al neerlandès (literalment: «dona'ns comunisme de luxe gai intergalàctic totalment automatitzat»)

La variant fully automated luxury gay space communism («comunisme espacial gai de luxe totalment automatitzat»), va circular posteriorment com a mem d'internet. Altres persones i grups d'esquerres fan servir frases semblants, com la frase del grup comunista Plan C luxury for all.

#### Fully Automated Luxury Communism: A Manifesto
Bastani va escriure un llibre amb el títol de Fully Automated Luxury Communism: A Manifesto, publicat el 2019 per Verso Books, on concep una «Tercera Disrupció» que veuria l'enderrocament del capitalisme i l'ús efectiu de l'energia solar i els asteroides rics en minerals per als recursos. Bastani s'oposa al capitalisme atès que crea incentius a curt termini que condueixen a escassetats forçades. En canvi, amb l'avenç tecnològic, la RBU i els serveis públics gratuïts, el progrés es podria aconseguir d'una manera ambientalment sostenible.